# Der Traum ein Leben
Der Traum ein Leben (en alemany, El somni d'una vida), op.51, és una òpera composta per Walter Braunfels sobre un llibret del mateix compositor entre 1934 i 1937, basat en el drama homònim (1834) de Franz Grillparzer. L'estrena programada de l'òpera sota la direcció de Bruno Walter a Viena el 1938 va ser cancel·lada pels nazis. L'estrena mundial de Der Traum ein Leben va tenir lloc el 24 de maig de 2001 a Ratisbona.

## Enregistraments
- Der Traum ein Leben - Marie-Luise Schilp, Otto von Rohr, Annelies Kupper, Heinrich Bensing, Alexander Welitsch, Orchester des Frankfurter Rundfunks, Kurt Schröder 1950